# 大自然的分形几何学
《大自然的分形几何学》（英文：The Fractal Geometry of Nature）是法裔美国数学家，分形理论的奠基者本華·曼德博于1982年出版的一本书。  

## 概述
1975年，本華·曼德博出版了法文版书Les Objets Fractals: Forme, Hasard et Dimension，1977年译至英文版Fractals: Form, Chance and Dimension，并作了修改和增补。随后在1982年，经过再一次的修改增补后，出版了《大自然的分形几何学》。

## 中译本
1. 伯努瓦·B. 曼德布罗特. 大自然的分形几何学. 凌复华、陈守吉 译. 上海: 上海远东出版社. 1998.
2. 伯努瓦·B. 芒德布罗. 大自然的分形几何学. 凌复华、陈守吉 译. 北京: 科学出版社. 2022. ISBN 978-7-03-071463-3.